# 열등처우의 원칙
열등처우의 원칙은 "구제대상 빈민의 생활 수준은 최하층의 독립 근로자의 생활수준과 같아서는 안 되는 조건"에서만 구제가 제공되어야 한다는 원칙이다.